# Ladislav Zibura
Ladislav Zibura (* 15. června 1992 České Budějovice) je český cestovatel, spisovatel a novinář.

## Život
Na Univerzitě Karlově absolvoval obor mediální studia, poté začal studovat žurnalistiku a hospodářskou politiku na Masarykově univerzitě (studium úspěšně zakončil v roce 2016 a získal titul Bc.). Působil v Českém rozhlase, pracoval jako copywriter a k roku 2022 se věnoval psaní knih. Při studiu na Fakultě sociálních studií se zúčastnil konkurzu do pořadu Nejchytřejší Čech.
Věnuje se pěším poutím, v roce 2011 šel pouť do Santiaga de Compostela, o rok později z Českých Budějovic do Říma. Na kole absolvoval cestu k Baltskému moři a zpět.
V roce 2014 cestoval převážně pešky z tureckého Pınarhisaru do Jeruzaléma, při své cestě využil jak trajektu přes Marmarské moře, tak i letecké dopravy z Turecka do Izraele, svou cestu pak zdokumentoval v knize 40 dní pěšky do Jeruzaléma, která je stylizována jako pěší poutnický cestopis.
V dubnu 2015 začal pořádat projekce o svých zážitcích z cest. V září 2015 se účastnil soutěžního pořadu AZ-kvíz, kde svou recesistickou strategií upoutal pozornost diváků i médií.
Po ukončení studií v roce 2016 se vrátil k cestování a květen, červen, červenec strávil poznáváním Nepálu a Číny. Už na cestě začal psát druhou knihu s příznačným názvem Pěšky mezi buddhisty a komunisty. Kniha vyšla v listopadu téhož roku. Souběžně zahájil sérii projekcí po celé republice.
Dne 11. května 2017 se vydal na svou další cestu a to do Gruzie, odsud přes Arménii do Jerevanu. O této pouti napsal svou třetí knihu Už nikdy pěšky po Arménii a Gruzii.
Před komunálními volbami v roce 2018 do Zastupitelstva města České Budějovice podpořil hnutí Občané pro Budějovice (HOPB).

## Cestopisy
- 40 dní pěšky do Jeruzaléma (2015, BizBooks)
- Pěšky mezi buddhisty a komunisty (2016, BizBooks)
- Už nikdy pěšky po Arménii a Gruzii (2017, BizBooks)
- Prázdniny v Evropě (2019, BizBooks)
- Prázdniny v Česku (2021, Kniha Zlín)
- Všechny cesty vedou do Santiaga (2023, Kniha Zlín)